# Tuwayk
La serralada de Tuwayq (àrab: جبل طويق, Jabal Ṭuwayq, pronunciat localment Ṭwayg) és una cadena de muntanyes de l'Aràbia central, a l'Aràbia Saudita, que discorre en direcció nord-sud durant uns 800 km creuant l'altiplà del Najd des d'al-Zufi, al nord de Riyadh, al nord, fins al Wadi ad-Dawasir al sud, prop de l'extrem occidental del Rub al-Khali. La part oriental descendeix gradualment, mentre que a l'oest acaba de manera abrupta. L'altura mitjana és de 920 metres. Els rius principals són el Habifa, al-Luha, al-Muaydja i al-Ayn. Les ciutats principals a part d'al-Riyadh, són al-Khardj, al-Afladj i al-Suhayyil. A al-Faw hi ha ruïnes importants. El nom no es coneixia als primers segles de l'islam i encara al segle xiii Yaqut al-Hamawí l'esmenta com al-Arid, pel que el nom s'hauria imposat vers el segle xv.